# Giuseppe Accattino
Giuseppe Accattino (manchmal auch Accatino; * 28. September 1914 in Genua; † 20. April 1979 in Rom) war ein italienischer Filmregisseur, Drehbuchautor und Produzent.

## Leben
Giuseppe Accattino besuchte nach einem Abschluss in Architektur an der Akademie der Schönen Künste das Centro Sperimentale di Cinematografia in Rom. Nach einigen Dokumentarfilmen, die als verschollen gelten, gründete er nach dem Zweiten Weltkrieg die Filmproduktionsgesellschaft S.I.L.A. (Società Italiana Lanci Artistici), mit der er 1949 seinen einzigen Spielfilm, Buffalo Bill a Roma, inszenierte, schrieb und produzierte. Der Film, in dem er auch seine Lebensgefährtin Elly Starr einsetzte, wurde von den Kritikern verrissen und erst 1951 (und erneut 1953) verliehen. Ein weiteres geplantes Projekt scheiterte.